# Happiness in Slavery
"Happiness in Slavery" é uma canção da banda americana Nine Inch Nails. Está disponível no EP Broken e também foi lançado como single promocional em 12" em novembro de 1992. A performance de "Happiness in Slavery" pelo Nine Inch Nails no Woodstock '94, incluída na coletânea do concerto, ganhou um Grammy Award para "Best Metal Performance" em 1996.